# ダービーシャー
ダービーシャー（英: Derbyshire, [ˈdɑːrbiʃɪər, -ʃər] DAR-bee-sheer, -shər）は、イギリスのイースト・ミッドランズにある典礼カウンティ。北でグレーター・マンチェスターやウェスト・ヨークシャー、サウス・ヨークシャーと、東でノッティンガムシャーと、南東でレスターシャーと、南と西でスタッフォードシャーと、西でチェシャーとそれぞれ隣接する。最大都市はダービー、州都（カウンティ・タウン）はマトロックである。
面積は2,625平方キロメートル、人口は100万人あまり。おおむね西部より東部に人口が集中している。主要都市としてダービーのほか、チェスターフィールドやスワドリンコートが挙げられる。地方行政上は非大都市圏カウンティに分類され、8つの地区（ディストリクト）とダービー単一自治体からなる。
州北部はペナイン山脈の南端にあたり、ピーク・ディストリクト国立公園に指定されている丘陵地が広がる。州の最高地点は、標高636メートルのキンダー・スカウトである。主要な河川はダーウェント川で、ダービーの南でトレント川に合流するまで州内を106キロメートル南流する。スワドリンコート郊外のコートン・イン・ジ・エルムズ村にあるチャーチ・フラッツ農場は、イギリスで最も海から遠い地点のひとつである。

## 地理
おおむね北部と中部は丘陵地、南部と東部は低地である。北部はペナイン山脈の南端にあたり、トレント川の北からピーク・ディストリクト国立公園を経て州内最高地点のキンダー・スカウトに至る。ダヴ川の流域は、それよりも標高が比較的低い。主要な河川はダーウェント川とダヴ川で、どちらも南部でトレント川に合流する。ダーウェント川はブリークロウの荒野に源を発し、ピーク・ディストリクトを通過する。その流域に、世界遺産のダーウェント峡谷の工場群がある。ダヴ川はアクス・エッジ・ムーアを源流とし、その流路の大部分がダービーシャーとスタッフォードシャーの州境となっている。

### 自治体
都市
- ダービー市

バラ（郡）とパリッシュ（タウン・町）
- ハイ・ピーク
  - ハドフィールド
  - グロソップ - グロソップ・ノースエンドAFCが本拠地を置く。
  - バクストン - バクストンFCが本拠地を置く。
- ダービーシャー・デールズ
  - ベイクウェル
  - マトロック - マトロック・タウンFCが本拠地を置く。
- サウス・ダービーシャー
  - バーナストン - トヨタ自動車のイギリス法人が設立された。
  - メルバーン - メルボルンの地名の由来となったメルバーン・ホールがある。
- イルウォッシュ
  - イクストン - イクストンFCが本拠地を置く。
- アンバー・ヴァレー
  - アルフレトン - アルフレトン・タウンFCが本拠地を置く。
  - ダフィールド - ダフィールド城がある。
- ノースイースト・ダービーシャー
- チェスターフィールド
- ボルソヴァー
  - シャイアブルック - 俳優ジェイソン・ステイサムの出身地。

## 歴史
- 1872年10月30日 - 岩倉使節団がチャッツワース・ハウスを訪問した。
- 1989年 - 南ダービ－シャー市パーナストン地区にトヨタ自動車の現地法人が設立された[3]。

## 経済

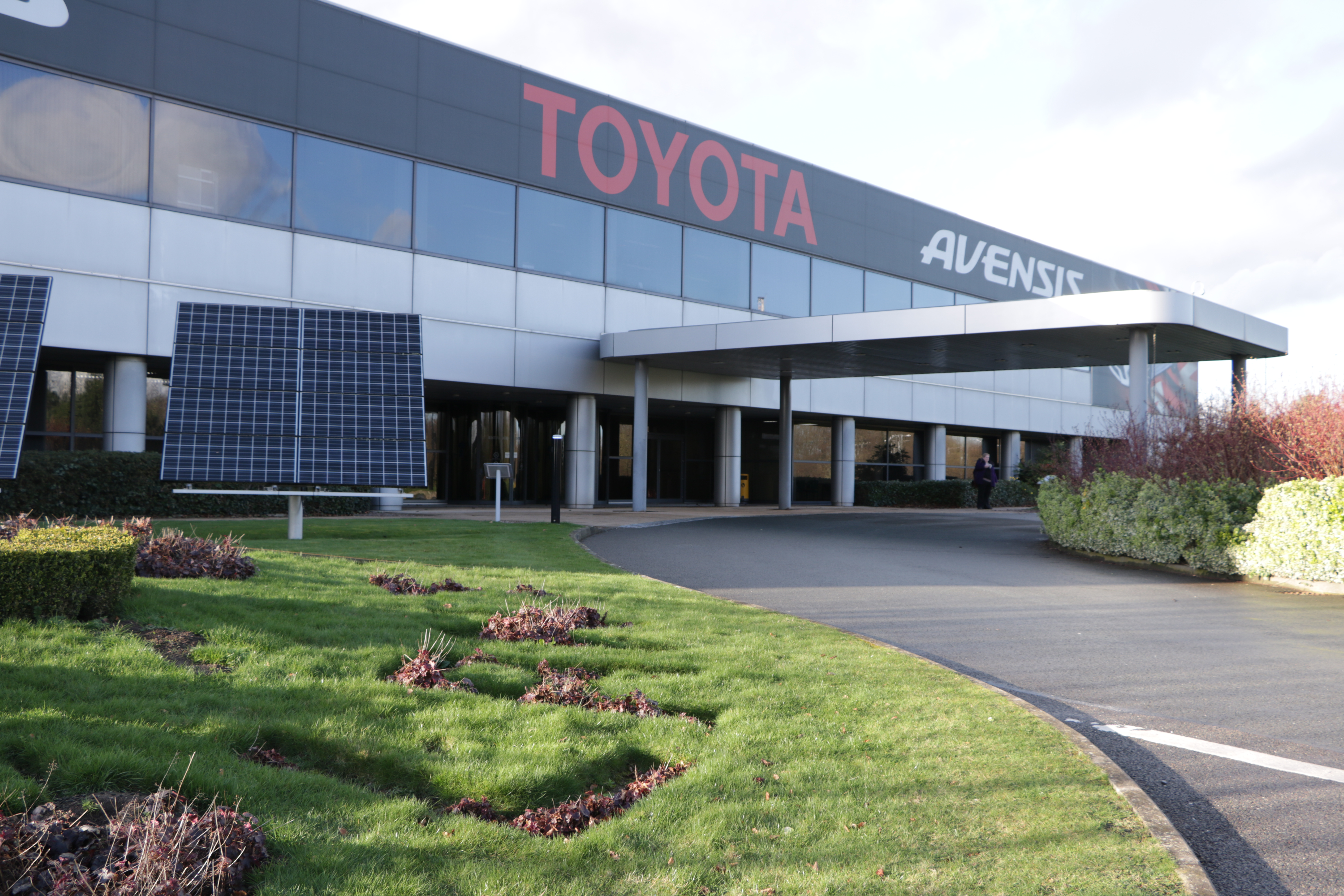
トヨタ自動車バーナストン工場

スラセンジャーやトヨタ自動車が拠点を置く。

## 観光
- ダーウェント峡谷の工場群 - 世界文化遺産
- チャッツワース・ハウス

## 文化
チーズのスティルトンやベイクウェルタルト、ベイクウェルプディングが名物である。

## 出身有名人
- リチャード・トーマス・ロウ - 博物学者
- レイ・フリーマン - 化学者
- ジェイソン・ステイサム - 俳優
- ジョン・ウッド - 俳優

## 姉妹都市
- 豊田市（日本 愛知県）- 1998年
- マメロディ（南アフリカ共和国 ハウテン州 ツワネ市郡）